# Johann Georg Roth
Johann Georg Roth (* 5. Juni 1597 in Weißenburg im Nordgau; † 27. März 1671 ebenda) war ein deutscher Jurist und Gesandter bei den Friedensverhandlungen in Münster/Osnabrück, die 1648 zum Westfälischen Frieden führten.

## Leben
Johann Georg Roth wurde als Sohn des Kastners Johann Roth und dessen Ehefrau Veronika Finnweg geboren. 
1615 immatrikulierte er sich an der Universität Altdorf im Fach Rechtswissenschaften und kam 1619 in den größeren Rat seiner Heimatstadt. 1638 kam er in den kleineren Rat und wurde in den Jahren 1645 bis 1648 gemeinsam mit Johann Brodtwolff Gesandter der Reichsstadt Weißenburg bei den Verhandlungen in Münster/Osnabrück, die zu Westfälischen Frieden führten.
1649/1650  wurden die beiden zum Nürnberger Exekutionstag, gesandt. Diese Institution diente zur Klärung von Fragen, die bei der Beendigung des Dreißigjährigen Krieges durch den Westfälischen Frieden in Osnabrück und Münster offengeblieben waren.
1650 wurde Roth Bürgermeister in Weißenburg 
, blieb bis zu seinem Tod in diesem Amt und war dort Ratsältester. 